# Música para piano de Gabriel Fauré

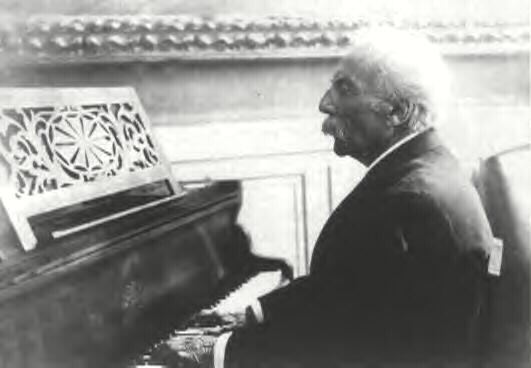
Un anciano Gabriel Fauré al piano. Fotografía de Pierre Choumoff (fecha desconocida).

La obra del compositor francés Gabriel Fauré (1845-1924) abarca varios géneros musicales, como canciones, música de cámara, piezas orquestales y corales. Sus obras para piano, escritas entre las décadas de 1860 y 1920, cuentan con algunas de sus composiciones más conocidas.
Las obras para piano de Fauré más significativas son sus trece nocturnos, trece barcarolas, seis impromptus y cuatro valses-caprichos. Estas colecciones de piezas fueron compuestas a lo largo de una extensa carrera que comprende varias décadas. Es posible observar la evolución del estilo compositivo de Fauré, que va desde una etapa juvenil caracterizada por la sencillez y el encanto, atravesando un periodo turbulento en su madurez, hasta sus últimos años en el que sus obras están marcadas por un carácter enigmático y misterioso a la par que apasionado e introspectivo. Otras composiciones para piano notables, incluyendo piezas cortas o colecciones compuestas o publicadas de forma agrupada, son los Romances sans paroles, Balada en fa sostenido mayor, Mazurca en si bemol mayor, Thème et variations en do sostenido mayor y Huit pièces brèves. Para piano a cuatro manos, compuso la suite Dolly y, junto con su amigo y antiguo alumno André Messager, Souvenirs de Bayreuth una parodia entusiasta de Wagner en forma de suite corta.
Gran parte de la música de Fauré es difícil de interpretar, pero no es extremadamente virtuosa en su estilo. Le disgustaban los pasajes de bravura y la característica predominante de su música para piano es su comedimiento clásico y sutileza.

## Introducción
Aunque durante gran parte de su carrera se ganó la vida como organista, el instrumento preferido de Fauré era el piano. Nunca subestimó los retos que supone componer para este instrumento, y llegó a decir: «no hay sitio para el relleno en la música para piano, hay que pagar al contado [sic] y hacer que sea interesante todo el tiempo. Es quizás el género más difícil de todos». Aunque sus editores insistían en títulos más descriptivos, él prefería que fueran convencionales como «Pieza para piano n.º tal». Sus obras para piano se caracterizan por la clásica lucidez francesa; no le impresionaba en absoluto la exhibición pianística, y observó sobre los virtuosos del teclado que «cuanto más célebres son, peor tocan mis obras». Incluso un virtuoso como Franz Liszt dijo que la música de Fauré era difícil de interpretar; la primera vez que tocó una de sus obras le comentó al compositor «me he quedado sin dedos». Los años del músico francés como organista influyeron en la manera en que distribuía sus obras para teclado, a menudo decorándola con arpegios, con temas distribuidos entre las dos manos, lo que requiere digitaciones más naturales para organistas que pianistas. Esta tendencia quizás se exacerbaba debido al hecho de que era ambidiestro y no siempre sentía la necesidad de seguir la convención de que la melodía estuviera asignada a la mano derecha y el acompañamiento a la izquierda. Su amigo y antiguo maestro Camille Saint-Saëns le escribió en 1917: «si hay un Dios para la mano izquierda, me encantaría conocerle y hacerle una ofrenda antes de disponerme a tocar tu música; el segundo Vals-Capricho es terrible en este sentido; sin embargo, he logrado llegar al final a fuerza de absoluta determinación».
Como persona, se decía que Fauré poseía «ese misterioso don insustituible e insuperable: carisma», y esta cualidad es una característica conspicua en muchas de sus composiciones tempranas. Sus primeras obras para piano están influidas por el estilo de Chopin y durante toda su vida compuso obras para piano con títulos similares a los del compositor polaco, principalmente nocturnos y barcarolas. Una influencia aún mayor fue la del compositor alemán Schumann, cuya música para piano era la que más admiraba. Los autores de The Record Guide (1955) escriben que Fauré aprendió de Mozart su comedimiento y belleza superficial, de Chopin su libertad tonal y largas líneas melódicas, «y de Schumann, los hallazgos inesperados, frecuentes en las secciones de desarrollo, y esas codas en las que movimientos enteros se iluminan de forma breve pero mágica». Cuando era estudiante de la École Niedermeyer su tutor le introdujo a las novedades en el campo de la armonía, que ya no proscribían determinados acordes como «disonantes». A través del empleo de leves disonancias sin resolver y efectos coloristas, se anticipó a las técnicas empleadas por compositores impresionistas.
En sus últimos años, su música —influida por los efectos de una sordera cada vez más acuciante— se volvió gradualmente menos carismática y más austera, marcada por lo que el compositor norteamericano Aaron Copland denominó «intensidad sobre un fondo de calma». El crítico Bryce Morrison pone de manifiesto que los pianistas a menudo prefieren interpretar sus primeras obras, al considerarlas más accesibles, más que la música de su último periodo, que expresa «tal íntima pasión y aislamiento, a la vez que ira y resignación alternándose entre sí» que suele incomodar a los oyentes. El especialista Jean-Michel Nectoux escribe:

La evolución en el estilo de Fauré puede observarse en sus obras para piano. Las primeras piezas, elegantes y cautivadoras, son las que le dieron la fama, muestran el influjo de Chopin, Saint-Saëns y Liszt. El lirismo y la complejidad de su estilo en la década de 1890 se muestran patentes en los Nocturnos núms. 6 y 7, la Barcarola n.º 5 y el Thème et variations. Finalmente, el estilo sobrio de su último periodo se evidencia en sus últimos nocturnos (núms. 10–13), la serie de excelentes barcarolas (núms. 8–11) y el extraordinario Impromptu n.º 5.

## Nocturnos

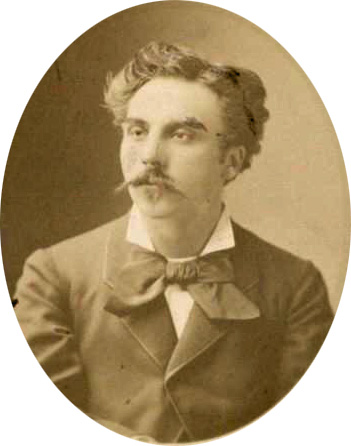
Fauré en 1875.

Los nocturnos, junto con las barcarolas, en líneas generales están considerados las mejores obras para piano del compositor. Fauré admiraba profundamente la música de Chopin y le gustaba componer siguiendo las formas y patrones establecidos por el polaco. Morrison apunta que los nocturnos siguen su esquema formal, que se caracterizaba por contrastar secciones externas tranquilas con episodios centrales más animados o agitados. Philippe Fauré, hijo del compositor, dijo que los nocturnos «no necesariamente se basaban en ensoñaciones o en emociones inspiradas por la noche. Se trata de piezas líricas, a menudo apasionadas, a veces angustiosas o completamente elegíacas».
Nocturno n.º 1 en mi bemol menor, Op. 33/1 (circa 1875)
Nectoux califica el primer nocturno como una de las mejores obras del periodo temprano del compositor. Está dedicada, al igual que su canción Après un rêve, a su amiga y mecenas Marguerite Baugnies. Morrison la define como «enclaustrada y elegíaca». Aunque se publicó con el número de opus 33/1 en 1883, había sido compuesta hacia 1875. Comienza con una melodía lenta y pensativa, seguida de un segundo tema algo más agitado y otra melodía en do mayor, para concluir con una repetición del tema inicial. Según la pianista y académica Sally Pinkas, la obra contiene muchas características típicas del estilo faureano, y en ella «ya se evidencian los ritmos ondulantes, el acompañamiento sincopado y la melodía y texturas estratificadas».
Nocturno n.º 2 en si mayor, Op. 33/2 (c. 1880)
El segundo nocturno comienza con un pasaje en andantino espressivo que recuerda —aunque Fauré admitiera que fue algo no buscado— al sonido de las campanas que tan frecuentemente oía de pequeño. Nectoux señala «el ligero episodio en el que se alternan quintas y sextas» y su cambio entre pasajes extremadamente delicado y apunta la influencia de Saint-Saëns en la sección allegro ma non troppo escrita en estilo toccata. El propio Saint-Saëns declaró que la pieza era «absolutamente hipnotizante».
Nocturno n.º 3 en la bemol mayor, Op. 33/3 (c. 1882)
En el tercer nocturno, Morrison apunta que el gusto del compositor por las síncopas está en su punto más moderado, y lo describe con las palabras «nostalgia encendida con pasión». Como sus predecesores, está escrito en forma tripartita. Una larga melodía con acompañamiento sincopado en la mano izquierda continua seguidamente en una sección central en la que un tema en dolcissimo se metamorfosea en estallidos de pasión. La repetición temática de la sección inicial concluye con una suave coda que introduce nuevas sutilezas armónicas.
Nocturno n.º 4 en mi bemol mayor, Op. 36 (c. 1884)
El cuarto nocturno, dedicado a la condesa de Mercy-Argenteau, contrasta una sección inicial lírica con un episodio en mi bemol menor con un sombrío tema que recuerda al tañido de una campana. El primer tema regresa y la pieza culmina con una breve coda. El pianista Alfred Cortot, normalmente gran admirador de Fauré, encontró que la pieza «se regodeaba demasiado en su languidez».
Nocturno n.º 5 en si bemol mayor, Op. 37 (c. 1884)
En contraste con la pieza anterior, el quinto nocturno es mucho más animado, con inesperados cambios a tonalidades lejanas. Nectoux remarca su perfil ondulante y «el carácter improvisatorio e inquisidor» del tema inicial.

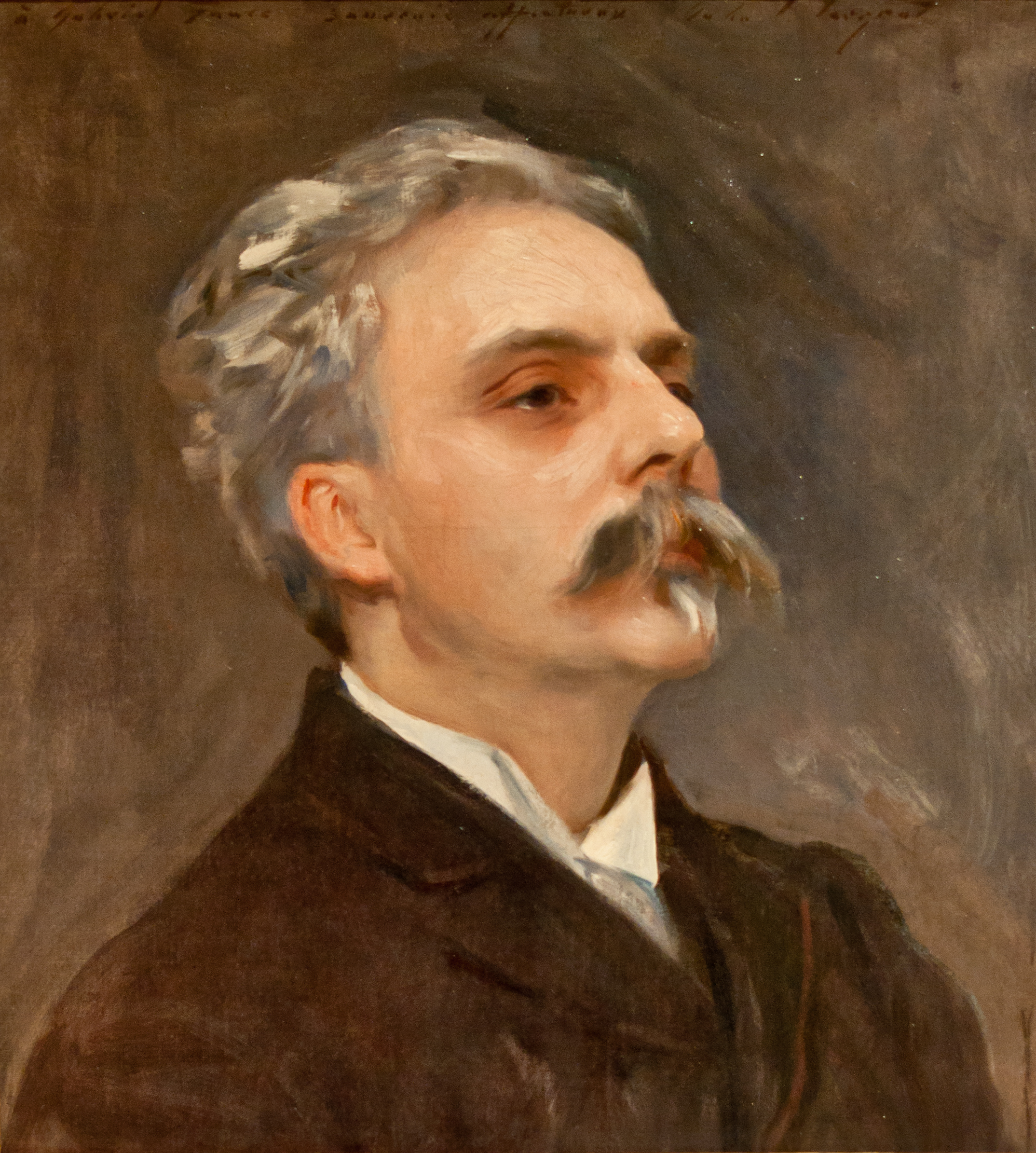
Retrato de Fauré de John Singer Sargent, 1896.

Nocturno n.º 6 en re bemol mayor, Op. 63 (1894)
El sexto nocturno, dedicado a Eugène d'Eichthal, es ampliamente considerado uno de los de mayor calidad de la serie. Cortot dijo, «hay pocas páginas musicales comparables a estas». Morrison la considera «una de las obras para piano más exquisitas y elocuentes de Fauré». La pianista y escritora Nancy Bricard la califica como «una de las obras de la literatura pianística más apasionadas y emotivas». Fauré la compuso tras seis años sin escribir nada para piano. La pieza comienza con una frase llena de emociones, que recuerda al ciclo de canciones La bonne chanson. El segundo tema, que al principio puede parecer tranquilo, tiene lo que el compositor francés Charles Koechlin denomina una inquietud persistente, enfatizada por el acompañamiento sincopado. El tema inicial vuelve y es seguido de un desarrollo sustancial de una melodía suave y contemplativa. Una recapitulación del tema principal lleva la pieza a su conclusión. Copland escribió que esta fue la obra en la que el compositor francés emergió por completo de la sombra de Chopin y dijo de la pieza: «La fuerza y dignidad de la melodía inicial, la inquieta sección en do sostenido menor que le sigue (con las peculiares armonías sincopadas que tan a menudo y tan acertadamente empleaba), la graciosa fluidez del tercer tema: todos estos elementos alcanzan un tormentoso clímax en la breve sección de desarrollo; luego, tras una pausa, regresa el consolador tema inicial».
Nocturno n.º 7 en do sostenido menor, Op. 74 (1898)
El séptimo nocturno se aparta de la forma ABA de los primeros nocturnos; desde el punto de vista de Pinkas está construido más como una balada que como un nocturno. Comienza con un tema molto lento ambiguo armónicamente, seguido de un segundo tema, también de tonalidad ambigua, aunque sobre el papel marque re mayor. La sección central está en fa sostenido mayor y con la reaparición del primer tema la pieza concluye. Morrison encuentra en este nocturno una sensación de vacío o desolación y ve en él la lucha del compositor frente a la desesperación. Pinkas, sin embargo, ve en la obra un «contraste entre la ambigüedad y la alegría, que termina de manera reconfortante». Se lo conoce a veces como el nocturno «inglés» dado que su creación tuvo lugar cuando Fauré estaba en Reino Unido. Está dedicado a la pianista inglesa Adela Maddison.
Nocturno n.º 8 en re bemol mayor, Op. 84/8 (1902)
Fauré no tenía pensado que el octavo nocturno apareciera con esta nomenclatura. Su editor reunió ocho piezas cortas para piano y las publicó juntas como 8 pièces brèves, dándole a cada una de ellas un título sin la aprobación del compositor. El nocturno, la última de las piezas breves, es más corto y complejo que su predecesor, y consiste en un tema principal en forma como de canción con un delicado acompañamiento de semicorcheas con la mano izquierda.

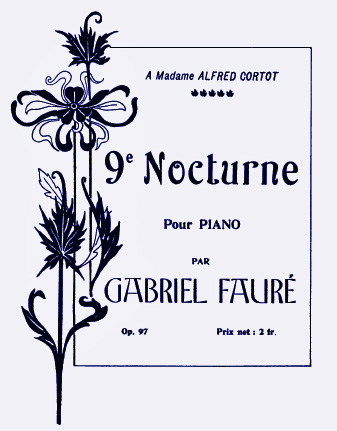
Portada del noveno nocturno, 1908.

Nocturno n.º 9 en si menor, Op. 97 (1908)
El noveno nocturno, dedicado a la viuda de Cortot, Clotilde Breal, es el primero de un grupo de tres que presentan una franqueza y austeridad que contrasta con los anteriores, de estructura y textura más elaboradas. El acompañamiento con la mano izquierda de la línea melódica es simple y permanece apenas sin cambios, y la armonía anticipa la de los compositores del siglo xx, al emplear una escala de tonos enteros. La mayor parte de la pieza es introspectiva y pensativa, lo que presagia el estilo de las obras del último periodo de Fauré, no obstante termina de forma optimista en tonalidad mayor.
Nocturno n.º 10 en mi menor, Op. 99 (1908)
Como su predecesor inmediato, el décimo nocturno es de menor escala que los del periodo intermedio de Fauré. A diferencia del noveno, el décimo es más oscuro e inflamado. El compositor utiliza la forma ABA de manera menos rígida que en los nocturnos anteriores y los compases iniciales de la pieza se repiten de manera intermitente a lo largo de la pieza, para crear un violento clímax, descrito por Morrison como «una lenta subida central [...] que habita en un mundo de pesadillas». La pieza concluye con una coda tranquila. Está dedicado a Madame Brunet-Lecomte.
Nocturno n.º 11 en fa sostenido menor, Op. 104/1 (1913)
El undécimo nocturno está escrito a la memoria de Noémi Lalo. Su marido, Pierre Lalo, fue un crítico musical y amigo y defensor de la música de Fauré. Morrison sugiere que el efecto fúnebre imitando tañidos de campanas quizás refleje el estado de angustia del propio compositor, dado que la sordera se hacía más patente. La línea melódica es simple y recogida y, a excepción de una sección apasionada cerca del final, en general es tranquila y elegíaca.
Nocturno n.º 12 en mi menor, Op. 107 (1915)
Con el duodécimo nocturno Fauré vuelve a la escala y complejidad de sus obras del periodo intermedio, pero es más difícil de comprender melódica y armónicamente. Presenta disonancias de manera deliberada y ambigüedades armónicas que, según Pinkas, «llevan la tonalidad de la obra a sus límites a pesar de que en ningún momento se cambia de armadura. Morrison apunta que «la canción extática del Nocturno n.º 6 se transforma aquí en una sección central en la que el lirismo está echado a perder por la disonancia, como si lo hubieran puesto frente a un espejo distorsionante». La obra sigue la forma habitual ABA del resto de los nocturnos, pero repite material de la sección B, transformándolo armónicamente, y finaliza con una coda que recupera los temas que aparecen en el principio.
Nocturno n.º 13 en si menor, Op. 119 (1921)
Los expertos en Fauré suelen estar de acuerdo en que el último nocturno —la última pieza para piano que compondría— es uno de los mejores. Nectoux afirma que, junto al sexto, es «indudablemente la pieza más emotiva e inspirada de la serie». Bricard la califica como «la más inspirada y bella de la serie». Según Pinkas, la obra «alcanza un equilibrio perfecto entre la simplicidad de su periodo final y una expresividad apasionada y llena de texturas». «La obra comienza con una atmósfera pura casi enrarecida», dice Nectoux, con «una súplica noble y amable [..] con imponente gravedad [...] y delicada expresividad en cuatro partes». Continúa con un allegro que, según Pinkas, constituye «una verdadera sección central escrita de forma virtuosística, que termina de manera explosiva». La obra concluye repitiendo la primera parte.

## Barcarolas
Las barcarolas tienen su origen en canciones populares cantadas por los gondoleros venecianos. En palabras de Morrison, Fauré adoptó este nombre por pragmatismo más que por precisión. Fauré no era partidario de ponerle títulos llamativos a sus obras y sostenía que ni tan siquiera habría utilizado títulos genéricos como «barcarola» de no ser por la insistencia de sus editores. Su hijo Philippe recuerda que su padre «le habría puesto a sus Nocturnos, Impromptus e incluso a sus Barcarolas un título sencillo como "Pieza para piano núm. tal"». Sin embargo, siguiendo los pasos de Chopin y de manera más evidente de Mendelssohn, el organista francés utilizó ampliamente el estilo típico de la barcarola, en lo que su biógrafa Jessica Duchen denomina «una evocación del balanceo rítmico y ronroneante del agua sobre apropiadas melodías líricas».
El hecho de que Fauré fuera ambidiestro se refleja en la disposición de muchas de sus piezas de piano, especialmente en las barcarolas, distribuyendo a menudo la línea melódica principal en el registro central y el acompañamiento en la parte aguda y grave del teclado. Duchen equipara este efecto al reflejo del sol que resplandece en el agua.
Al igual que los nocturnos, las barcarolas fueron compuestas a lo largo de varias décadas y, de la misma manera, es posible observar la evolución en su estilo del encanto simplista de sus primeras obras al carácter enigmático de obras tardías. Todas utilizan compases compuestos o de subdivisión ternaria (6/8 o 9/8), menos la número 7, que está en 6/4.
Barcarola n.º 1 en la menor, Op. 26 (1880)
La primera barcarola está dedicada a la pianista Caroline de Serres (Sra. Montigny-Remaury) y se estrenó en 1882 en un concierto de la Société Nationale de Musique interpretada por Saint-Saëns. La pieza comienza con una melodía simple y cantarina en estilo veneciano en compás de 6/8. Dicho tema se desarrolla de manera más elaborada hasta la introducción del segundo tema, en el que la línea melódica se sitúa en el registro medio con delicados acompañamientos arpegiados en las partes aguda y grave. Morrison comenta que, pese a ser una obra temprana, sutiles disonancias le ponen sal a la dulzura habitual.
Barcarola n.º 2 en sol mayor, Op. 41 (1885)
La segunda barcarola, dedicada a la pianista Marie Poitevin, es de mayor duración y más ambiciosa que la primera, hecho que Morrison describe como una prodigalidad de detalles al estilo italiano. Duchen califica la obra como compleja y cuestionadora, tanto armónica como melódicamente, apunta como posibles influencias a Saint-Saëns, Liszt e incluso, como algo inusual en Fauré, a Wagner. La obra comienza en compás de 6/8 como la primera, pero cambia de manera inesperada a 9/8 a mitad de la pieza.
Barcarola n.º 3 en sol bemol mayor, Op. 42 (1885)
La tercera barcarola está dedicada a Henriette Roger-Jourdain, mujer de un amigo del compositor, el pintor Roger Jourdain. Comienza con una breve frase que rápidamente se desarrolla en trinos que recuerdan a Chopin. La sección intermedia, tal y como ocurre en la primera barcarola, mantiene la melodía en el registro medio con delicados ornamentos arpegiados en las tesituras superiores e inferiores. La pianista Marguerite Long opina que esos ornamentos «coronan el tema como espuma del mar».
Barcarola n.º 4 en la menor mayor, Op. 44 (1886)
La cuarta barcarola, quizás una de las más conocidas de la colección, es «melodiosa, algo corta y quizás más directa que las otras» (Koechlin).
Barcarola n.º 5 en fa menor, Op. 66 (1894)
Dedicada a Mme la Baronne V. d'Indy, la quinta barcarola fue compuesta a lo largo de un periodo de cinco años en el que no escribió nada para piano. Orledge la califica como poderosa, agitada y viril. Es la primera de las obras para piano en la que no es posible discernir las distintas secciones; los cambios son en el compás y no en el tempo.
Barcarola n.º 6 en mi bemol mayor, Op. 70 (1896)
Koechlin, en su análisis, agrupa la sexta y séptima juntas como un par que contrasta entre sí. Ambas muestran «economía compositiva»; además la sexta es «más moderada y tranquila en su expresión». El experto en Fauré Roy Howat sostiene que la pieza se caracteriza por una «despreocupación sensual» con un virtuosismo subyacente e ingenio que se esconde debajo de una «superficie engañosamente impasible».
Barcarola n.º 7 en re menor, Op. 90 (1905)
La séptima barcarola contrasta con su predecesora al ser más intranquila y sombría y recuerda a la canción titulada «Crépuscule» del ciclo La chanson d'Ève.
Barcarola n.º 8 in re bemol mayor, Op. 96 (1906)
Dedicada a Suzanne Alfred-Bruneau, la octava barcarola empieza con un tema alegre, que pronto da paso a la melancolía. El segundo episodio, en do sostenido menor, señalado como cantabile, continua con un final abrupto con un acorde en fortissimo.
Barcarola n.º 9 en la menor, Op. 101 (1909)
La novena barcarola, desde el punto de vista de Koechlin, «rememora, como en una nebulosa lejana, la felicidad de tiempos pasados». Nectoux señala que consiste en «una serie de variaciones armónicas o polifónicas sobre un tema extraño, sombrío y sincopado, cuya monotonía recuerda a alguna canción de marineros».
Barcarola n.º 10 en la menor, Op. 104/2 (1913)
Dedicada a Madame Léon Blum, la décima barcarola es más tonal que su predecesora, «con una cierta gravedad sosegada […] la monotonía apropiada para una noche gris» (Koechlin). El tema melancólico recuerda a los temas venecianos de las Canciones sin palabras de Mendelssohn, aunque aquí se desarrollan siguiendo la manera característica del compositor, con «ritmos que se van animando por momentos y, en algunos puntos, texturas excesivamente complejas» (Nectoux).
Barcarola n.º 11 en sol menor, Op. 105 (1913)
Dedicada a Laura, hija del compositor Isaac Albéniz. Las barcarolas undécima y duodécima pueden comprenderse como una pareja que contrasta entre sí. La undécima es de ánimo y ritmo grave, reflejando la austeridad que prevalecía en el estilo de Fauré durante su último periodo.
Barcarola n.º 12 en mi bemol mayor, Op. 106bis (1915)
Dedicada a Louis Diémer, la duodécima barcarola es un allegretto giocoso. Comienza con un tema simple, algo poco frecuente en el compositor en ese entonces, en la manera tradicional veneciana, pero su desarrollo incorpora ritmos más sutiles. A pesar de la creciente complejidad de las líneas polifónicas, en palabras de Nectoux, Fauré siempre destaca la melodía por encima de los demás y la pieza culmina transformándose en «un tema de carácter cuasi triunfal».
Barcarola n.º 13 en do mayor, Op. 116 (1921)
La última de la serie está dedicada a Magda Gumaelius. Koechlin la describe como «desnuda, superficialmente casi seca, pero de corazón muy expresiva con esa profunda nostalgia de horizontes ya difusos: sentimientos que el compositor sugiere de pasada en vez de comentar de manera locuaz o teatral; parece que deseaba preservar la serenidad calmante e ilusoria de un espejismo».

## Impromptus
Impromptu n.º 1 en mi bemol mayor, Op. 25 (1881)
Cortot comparó el primer impromptu con una barcarola rápida, que evoca al «agua iluminada por el sol», combinando «coquetería estilizada y lamentos».
Impromptu n.º 2 en fa menor, Op. 31 (1883)
Dedicado a Mlle Sacha de Rebina, el segundo impromptu mantiene un gracioso ritmo de tarantela. Su orquestación es menos elaborada que el primero de la serie, lo que le da una textura ligera.
Impromptu n.º 3 en la bemol mayor, Op. 34 (1883)
El tercer impromptu es el más popular de la serie. En palabras de Morrison, «es una de las creaciones más idílicas de Fauré, un tema principal que se sumerge y se eleva sobre un acompañamiento circular en moto perpetuo». Se caracteriza por una combinación de brío y delicadeza.
Impromptu n.º 4 en re bemol mayor, Op. 91 (1906)
Dedicado a «Madame de Marliave» (Marguerite Long), el cuarto impromptu supone la vuelta al género en su periodo intermedio. A diferencia de gran parte de la música de esta época, evita emplear un estado de ánimo sombrío, pero en este punto había dejado atrás el sencillo encanto de los tres primeros impromptus. Un estilo más maduro se evidencia en la sección central, marcado andante contemplativo, seguido de una sección más agitada con la que concluye la pieza.
Impromptu n.º 5 en fa sostenido menor, Op. 102 (1909)
Nectoux describe este impromptu como «una pieza de puro virtuosismo que homenajea, no sin humor, la belleza de la escala de tonos enteros». Morrison, sin embargo, sostiene que, al igual que el cuarto impromptu, la obra «hierve de descontento» y es «desafiante, es más que un mero intento de romper con las convenciones».
Impromptu en re bemol mayor, Op. 86 bis (Transcripción del Impromptu para arpa, Op. 86, 1904)
La última obra de la colección publicada fue escrita antes de los números cuatro y cinco. Originalmente una obra para arpa, se compuso para un certamen del Conservatorio de París en 1904. Cortot realizó una transcripción para piano, que publicó en 1913 con el número de opus 86 bis. Las secciones del principio y del final son ligeras y brillantes, mientras que la central, marcada meno mosso, es más tranquila y apacible.

## Valses-caprichos
Los cuatro valses-caprichos no constituyen un ciclo, sino más bien dos juegos de dos. El primero de ellos pertenece al periodo temprano de Fauré y el segundo a su periodo intermedio. Morrison opina que los cuatro son «más "caprichos" que "valses"» y sugiere que combinan y desarrollan el estilo chispeante de los valses de Chopin y Saint-Saëns. Muestran el Fauré más juguetón, al introducir variaciones antes de presentar el tema principal (lo frecuente es hacerlo al revés, primero el tema y luego las variaciones) moviéndose rápidamente entre tonalidades de forma inesperada. Aaron Copland, pese a ser un gran admirador de la música de Fauré, apunta al respecto: «los Valses-Caprices, a pesar de sus admirables cualidades, me parecen fundamentalmente ajenos al espíritu de Fauré. En ellos la idea del compositor es demasiado ordenada y lógica para ser realmente un capricho». Cortot, por el contrario, defiende su «gracia sensual […] perfecta superioridad […] y ternura apasionada».
Vals-capricho n.º 1 en la mayor, Op. 30 (1882); y
Vals-capricho n.º 2 en re bemol mayor, Op. 38 (1884)
La influencia de Chopin está muy marcada en estas dos piezas. Orledge observa que el gesto que describe la mano derecha al final del primero es extraordinariamente similar a la que aparece en el final del Vals en mi menor del compositor polaco. En el número dos Nectoux detecta además la influencia de Liszt (Au bord d'une source) en los primeros compases. En los últimos compases del segundo, Orledge encuentra similitudes con el final del Grande Valse Brillante, Op, 18 de Chopin.
Vals-capricho n.º 3 en sol bemol mayor, Op. 59 (1887–93); y
Vals-capricho n.º 4 en la bemol mayor, Op. 62 (1893–94):
Orledge escribe que el segundo par de valses-caprichos son más sutiles y están mejor integrados que el primer par. Contienen «más momentos de contemplación tranquila y un mayor desarrollo temático». Sigue habiendo toques de virtuosismo y reminiscencias de Liszt, y son —según Orledge— las únicas piezas para piano solista del periodo intermedio que culminan de manera sonora y espectacular.
El número tres está dedicado a Mme. Philippe Dieterlen y el número cuatro a Mme. Max Lyon.

## Otras obras para piano solo

### Romances sans paroles, Op. 17

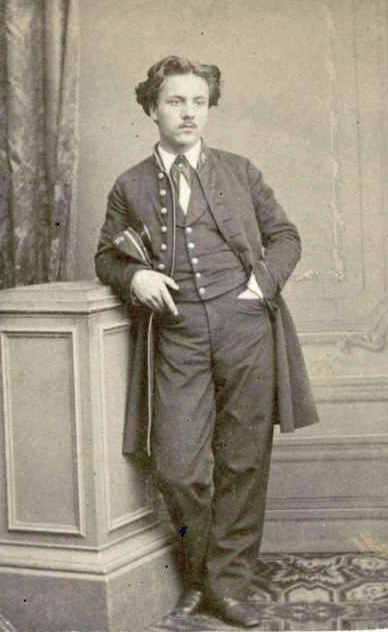
Fauré en su época de estudiante (1864).

Fauré compuso estas tres «canciones sin palabras» en su época de estudiante en la École Niedermeyer, hacia 1863. No se publicaron hasta 1880, pero en seguida se convirtieron en una de sus obras más populares. Copland las considera piezas inmaduras, que «deberían estar relegadas a los deslices que cualquier compositor comete de joven». La opinión de críticos posteriores es menos severa; Morrison describe los Romances como «un tributo cariñoso y muy gálico al refinamiento, agitación y simplicidad de Mendelssohn». El comentarista Keith Anderson opina que, aunque fueron la versión francesa popular de las Canciones sin palabras de Mendelssohn, el estilo personal del francés ya es reconocible. En lugar de situar la pieza más lenta en la mitad del grupo y concluir con la animada pieza en la menor, el compositor, que ya contaba con su propia opinión musical al respecto, cambia el orden establecido y termina la colección de canciones en pianísimo, desvaneciéndose hasta que deja de haber sonido.
Andante quasi allegretto
El primer romance, en la bemol mayor, tiene un tema inicial acompañado por una melodía simple con síncopas mendelssohnianas. El tema aparece primero en el registro agudo y luego en el medio, antes de fluir graciosamente hasta su conclusión.
Allegro molto
El segundo romance, en la menor, es una pieza exuberante con un tema apoyado por semicorcheas que abarca un registro muy amplio. Este recurso se convertiría una de las características más reconocibles del compositor. Tras una exhibición animada, la pieza termina de forma suave.
Andante moderato
La última pieza del juego de tres, en la bemol mayor, es un andante sereno, con una melodía que fluye al estilo de Mendelssohn.Tras una grácil variación, se desvanece poco a poco.

### Balada enfasostenido mayor, Op. 19
La Balada, dedicada a Camille Saint-Saëns, data de 1877. Es una de sus obras para piano solo más ambiciosas, pero es más conocido el arreglo para piano y orquesta que realizó en 1881 a sugerencia de Liszt. Con una duración de algo más de 14 minutos, es solo superada por la pieza Thème et variations. Fauré concibió la música inicialmente como una colección de piezas individuales, pero más tarde decidió unirlas en una única obra llevando el tema principal de cada sección en la siguiente como tema secundario. La pieza comienza con un tema en fa sostenido mayor, en andante cantabile, que es seguido por una sección más lenta, marcada lento, en mi bemol menor. La tercera sección es un andante que introduce un tercer tema. En la última sección, un allegro, el segundo tema regresa y lleva la obra a su conclusión, cuya melodía aguda canta con especial delicadeza, según Nextoux.
Marcel Proust conocía al compositor y se cree que su Balada sirvió de inspiración para la sonata que compuso Vinteuil, el personaje de En busca del tiempo perdido que tanto obsesionaba a Swann. Debussy, en una crítica sobre una de las primeras interpretaciones de la Balada, comparó la música con la atractiva solista que se ajustaba los tirantes del vestido durante la interpretación: «no sé por qué, pero de alguna manera he asociado el encanto de ese gesto con la música del propio Fauré. El juego de curvas fugaces que suponen su esencia puede equipararse a los movimientos de una mujer hermosa sin lugar a dudas». Morrison describe la Balada como «un recuerdo borroso de idílicos días de verano y bosques repletos de pájaros».

### Mazurca ensibemol mayor, Op. 32
La Mazurca fue compuesta a mediados de la década de 1870, pero no fue publicada hasta 1883. Constituye un homenaje a Chopin y contiene reminiscencias de la música del periodo temprano del compositor. Chopin, sin embargo, compuso más de sesenta mazurcas y Fauré solo esta. Es por ello que Morrison la considera un experimento. La pieza no guarda relación con los ritmos de danzas tradicionales polacas y puede que tuviera más bien influencias rusas debido a la amistad del francés con Serguéi Tanéyev en la época de su composición.

### Pavana, Op. 50
La Pavana (1887) se concibió y compuso en origen como una pieza orquestal. La versión para piano fue publicada en 1889. La pieza, que adopta la forma de pavana, un tipo de danza renacentista, fue escrita para ser interpretada más rápida de como normalmente se ejecuta en su versión orquestal. El director Sir Adrian Boult escuchó a Fauré tocar la versión para piano en varias ocasiones y se dio cuenta de que la interpretaba a un tempo nunca inferior a =100. Boult comentó que el tempo brioso elegido por el compositor enfatizaba que la Pavana no era una pieza del Romanticismo alemán.

### Thème et variationsendosostenido menor, Op. 73
Compuesta en 1895, cuando contaba con cincuenta años de edad, es una de sus composiciones más extensas para piano, con una duración habitual de 15 minutos. Aunque tiene muchos pasajes que reflejan la influencia de los Estudios sinfónicos de Schumann, según Jessica Duchen «sus armonías y frases pianísticas» son decididamente faureanas. Como en las Romances sans paroles, Op. 17, no sigue el patrón habitual de dejar la variación más sonora y extrovertida al final sino que la variación que más se acerca a esta descripción se ubica en anteúltimo lugar, seguida por una suave conclusión, en un «modesto final típicamente faureano». Copland escribió lo siguiente sobre la pieza:

Ciertamente es una de las obras más accesibles. Desde que se la escucha por primera vez deja una impresión indeleble. El Tema tiene un componente fatalista como de marcha, la misma atmósfera de tragedia y heroísmo que podemos encontrar en la introducción de la Primera Sinfonía de Brahms. Y la variedad y espontaneidad de las once variaciones que le siguen recuerdan nada menos que los Estudios sinfónicos. Cuántos pianistas, me pregunto, no habrán lamentado que el compositor no terminara en la décima variación, de gran triunfalismo y elegancia. Pues no, desdichados ellos, deben dar vuelta la página y tocar la última variación, enigmática (y hermosísima), que parece dejar a la audiencia con tan pocas ganas de aplaudir.

### Preludio aPénélope
La ópera de Fauré basada en la leyenda de Ulises y Penélope se estrenó en 1913, después de lo cual el compositor publicó una versión del preludio transcrita para piano. En la pieza, en sol menor, se presentan dos temas que contrastan entre sí: un andante moderato solemne y noble que representa a Penélope y un tema decidido para Ulises. El arreglo polifónico para piano logra plasmar de forma efectista el original para orquesta.

### 8 Pièces brèves, Op. 84
Fauré no tenía intención alguna de publicar estas piezas juntas; se compusieron como obras individuales entre 1869 y 1902. Cuando Hamelle, su editor, insistió en publicarlas juntas como «Ocho piezas breves» en 1902, el compositor pidió que no se le asignara título a ninguna de las ocho piezas. Cuando se cambió a otro editor, Hamelle hizo oídos sordos a su demanda y publicó las siguientes ediciones con títulos para cada pieza. Nectoux considera que denominar la octava pieza como «Nocturno n.º 8» es especialmente cuestionable (véase Nocturno [n.º 8], infra). En la primera década del siglo XXI la editorial Peters publicó una nueva edición crítica de las Ocho piezas sin los nombres espurios. Las ocho piezas tienen una duración total de unos 18 minutos.
Capricho en mi bemol mayor: Dedicado a Madame Jean Leonard Koechlin. Morrison se refiere a él como «verdaderamente caprichoso» y apunta que el giro armónico del final es «tan desenfadado como acrobático». Originariamente fue compuesto como una prueba de lectura a primera vista para los estudiantes del Conservatorio de París, donde Fauré fue profesor de composición desde 1896 y director de 1905 a 1920.
Fantasía en la bemol mayor: Koechlin sostiene que la pieza es una agradable feuillet d'album.
Fuga en la menor: Esta, como la otra fuga del conjunto, es una versión revisada de una fuga que Fauré compuso al inicio de su carrera, cuando era organista en Rennes. Ambas están escritas, según Koechlin, «en un estilo agradable y correcto, obviamente menos rico que el del Clave bien temperado y más cuidadoso, pero cuya reserva esconde una maestría indiscutible».
Adagietto en mi menor: Un andante moderato, «serio, grave, firme y maleable a la vez, que alcanza gran belleza» (Koechlin).
Improvisación en do sostenido menor: Orledge califica esta pieza como una «canción sin palabras» de un periodo intermedio. Fue compuesta como prueba de lectura a primera vista para el Conservatorio.
Fuga en mi menor: Véase Fuga en la menor, supra.
Allégresse en do mayor: Orledge lo describe como «un burbujeante perpetuum mobile cuyo arrebato de sentimientos románticos está a duras penas bajo control». Según Koechlin, es «una canción, pura y alegre, que se eleva hacia un cielo iluminado; una efusión de juventud, llena de felicidad».
Nocturno [n.º 8] en re bemol mayor: Como se menciona anteriormente, este pieza se diferencia de otras obras de mayor escala a las cuales Fauré asignó el título de «nocturno». No estaría agrupado junto con ellos si no fuera por el uso no autorizado del título por el editor en este caso. Constituye la pieza de mayor duración de las ocho piezas del opus 84, pero es mucho más corta y simple que los otros 12 nocturnos, al consistir en un tema escrito en forma de canción con un delicado acompañamiento de semicorcheas en la mano izquierda.

### 9 Préludes, Op. 103

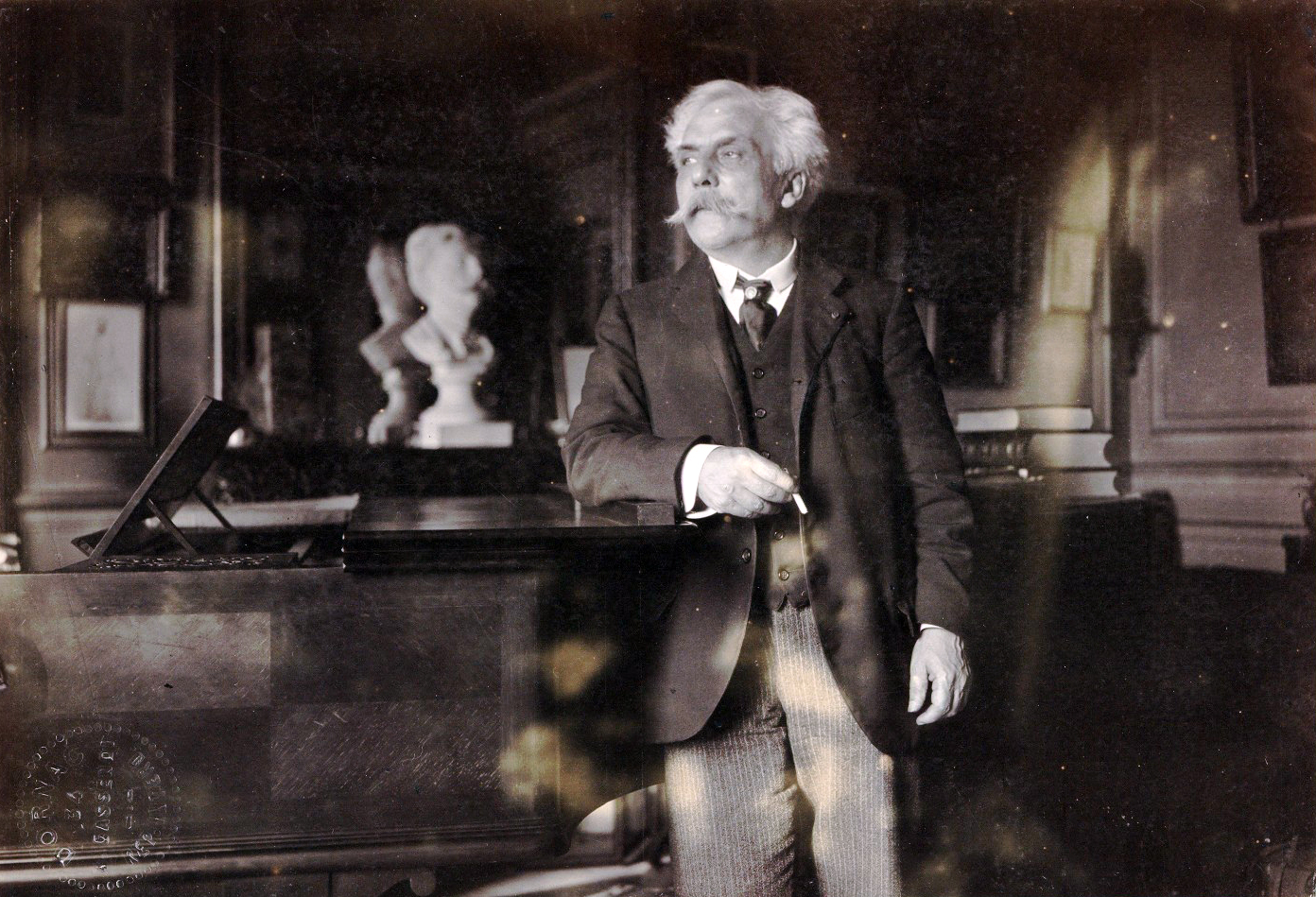
Fauré, cerca del piano en su apartamento situado en el boulevard Malesherbes, París, 1905.

Los nueve preludios se encuentran entre sus obras para piano menos conocidas. Fueron compuestos cuando el autor rondaba los sesenta y cinco años de edad y luchaba por adaptarse a una sordera incipiente. Teniendo en cuenta la productividad media de Fauré, sorprendentemente fue un periodo muy prolífico. Los preludios fueron compuestos entre 1909 y 1910, en mitad del periodo en el que también compuso la ópera Pénélope, las barcarolas núms. 8–11 y los nocturnos núms. 9–11.
Según Koechlin, «quitando los Préludes de Chopin, es difícil encontrar una colección de piezas similares de tal importancia». El crítico musical Michael Oliver escribió: «Los preludios de Fauré se encuentran entre las piezas para piano más sutiles y esquivas que existen; expresan emociones profundas pero entremezcladas, a veces con intensa franqueza […] más a menudo con la más absoluta economía y sutileza, y con una simplicidad misteriosamente compleja». Jessica Duchen los define como «inusuales fragmentos de mágica inventiva y originalidad». Las nueve piezas son interpretadas generalmente con una duración de entre 20 y 25 minutos. El preludio más corto es el núm. 8, que apenas alcanza el minuto, mientras que el más largo, el núm. 3, dura entre cuatro y cinco minutos.
Preludio n.º 1 en re bemol mayor
Andante molto moderato. El primer preludio está escrito a la manera de un nocturno. Morrison alude a la tranquila serenidad con la que comienza, que contrasta con el «ascenso lento y doloroso» de su sección central.
Preludio n.º 2 en do sostenido menor
Allegro. El moto perpetuo del segundo preludio es difícil técnicamente; incluso el intérprete más avezado de Fauré puede sentirse bajo presión. Koechlin lo describe como un «un torbellino febril de derviches, que concluye en una especie de éxtasis, con la evocación de algún palacio de hadas».
Preludio n.º 3 en sol menor
Andante. Copland considera este preludio el más accesible de todos. «Al comienzo, lo que más te llamará la atención será la tercera en sol menor, una extraña mezcla entre lo romántico y lo clásico». El musicólogo Vladimir Jankélévitch escribió: «parece una barcarola que interrumpe de forma extraña un tema de contornos estilísticos muy modernos».
Preludio n.º 4 en fa mayor
Allegretto moderato. El cuarto preludio es uno de los más dulces de la colección. El crítico Alain Cochard escribe que «hechiza el oído a través de la sutileza de su armonía con un deje modal y su frescura melódica». Koechlin lo califica como «una candorosa pastoral, flexible con modulaciones sucintas y refinadas».
Preludio n.º 5  en re menor
Allegro. Cochard hace alusión a la descripción del escritor Louis Aguettant del preludio como «este bello estallido de ira (Ce bel accès de colère)». La atmósfera es turbulenta e inquieta; la pieza culmina en una calmada resignación que recuerda al «Libera me» de su Réquiem.
Preludio n.º 6 en mi bemol menor
Andante. En este preludio, compuesto en forma de canon, se encuentra el Fauré más clásico. Copland escribió que «está a la altura del más maravilloso de los preludios de El clave bien temperado».
Preludio n.º 7 en la mayor
Andante moderato. Morrison escribe que este preludio, con su «desarrollo titubeante y vacilante» refleja un dolor inconsolable. Tras el andante moderato inicial, se vuelve progresivamente más firme para apagarse concluyendo con el sosiego inicial. A lo largo de la pieza puede escucharse el ritmo de una de las canciones más conocidas de Fauré, «N'est-ce-pas?», de La bonne chanson.
Preludio n.º 8 en do menor
Allegro. En opinión de Copland, este es, junto con el tercero, el preludio más accesible, «con su brillantez seca y acre (tan difícil de encontrar en Fauré)». Morrison lo describe como un «scherzo de notas repetidas» que va «de ninguna parte a ninguna parte».
Preludio n.º 9  en mi menor
Adagio. Copland describe este preludio como «tan simple, tan absolutamente simple que nunca comprenderemos cómo es capaz de contener tanta fuerza emotiva». El preludio tiene un ánimo reservado; Jankélévitch escribió que «de comienzo a fin es de otro mundo». Koechlin apunta que encuentra reminiscencias del «Ofertorio« del Réquiem a lo largo de la pieza.

## Para dos pianistas
Souvenirs de Bayreuth

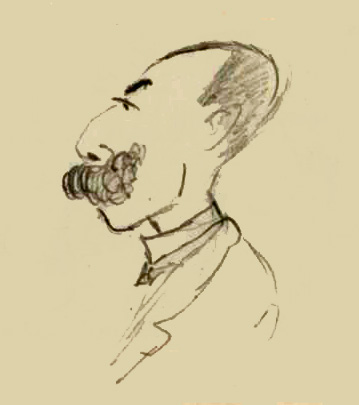
Caricatura realizada por Fauré de su amigo y compositor, André Messager, coautor de Souvenirs de Bayreuth.

Subtitulada Fantasie en forme de quadrille sur les thèmes favoris de l'Anneau de Nibelung («Fantasía en forma de cuadrilla sobre los temas favoritos de El anillo del nibelungo»). Fauré era un admirador de la música de  Wagner y estaba familiarizado con los más pequeños detalles de sus partituras pero fue uno de los pocos compositores de su época que no cayó bajo el influjo wagneriano. Desde 1878, él y su amigo y exalumno André Messager realizaron viajes al extranjero para ver las óperas de Wagner. Asistieron a las representaciones de El oro del Rin y La Valquiria en la Ópera de Colonia; el ciclo completo de El anillo del nibelungo en Múnich y Londres; y Los maestros cantores de Núremberg en Múnich y en Bayreuth, donde también vieron Parsifal. Frecuentemente interpretaban para animar las fiestas la irreverente Souvenirs de Bayreuth («Recuerdos de Bayreuth»), compuesta por ambos en 1888. Esta pequeña y caprichosa pieza musical de piano a cuatro manos parodia temas de El Anillo. Consta de cinco secciones breves en las que los temas de Wagner se transforman en ritmos de danza. El manuscrito autógrafo de Messager se encuentra en la Bibliothèque nationale de París.
Suite d'orchestre, Op. 20
Entre 1867 y 1873, escribió una obra sinfónica para orquesta completa. La primera vez que se interpretó la pieza fue en 1873 a piano a cuatro manos (Fauré y Saint-Saëns), pero dicha transcripción no ha llegado a nuestros días. Léon Boëllmann realizó una nueva transcripción del primer movimiento en 1893.
Suite Dolly, Op. 56
La suite Dolly es una obra para piano a cuatro manos compuesta de seis secciones. Su inspiración se debe a Hélène, apodada «Dolly», hija de la cantante Emma Bardac con quien Fauré mantuvo una relación sentimental en la década de 1890. La primera pieza fue un regalo para el primer cumpleaños de Dolly y Fauré añadió posteriormente las otras cinco piezas para conmemorar cumpleaños o eventos familiares subsiguientes. Los movimientos de la suite tienen títulos extravagantes relacionados con Dolly y su familia, algo poco habitual en el compositor, que prefería emplear únicamente títulos funcionales, es decir, no programáticos.
Sus seis movimientos tienen una duración habitual de quince minutos. El primero de ellos es una Berceuse, o canción de cuna. El segundo, titulado «Mi-a-ou», no hace referencia al maullido de un gato sino que representa los intentos de Dolly cuando era pequeña de pronunciar el nombre de su hermano Raoul. Luego le sigue «Le jardin de Dolly». El «Kitty Valse», en el que de nuevo genera confusión su título felino, describe una escena sobre el perro de la familia. Tras un dulce «Tendresse», la suite termina con una animada evocación de España, «Le pas espagnol» que, según apunta Orledge, es una de las piezas más extrovertidas y alegres del compositor.
Masques et bergamasques, Op. 112
De la suite orquestal extraída de su música para la representación teatral de Masques et bergamasques, Fauré realizó un arreglo para dos pianos, publicada en 1919. Al igual que la suite, consta de cuatro movimientos, titulados «Ouverture», «Menuet», «Gavotte» y «Pastorale».

## Grabaciones
Fauré realizó entre 1905 y 1913 algunos rollos para pianola de su música destinados a varias compañías. Los rollos que han llegado a nuestros días son los de las siguientes obras: «Romance sans paroles» n.º 3, Barcarola n.º 1, Preludio n.º 3, Nocturno n.º 3, Thème et variations, Valses-caprices n.os 1, 3 y 4 y versiones para piano de la Pavana y la «Sicilienne» dePelléas and Mélisande. Varios de estos rollos han sido remasterizados y publicados en CD. Las grabaciones en discos eran escasas hasta la década de 1940. Una encuesta de John Culshaw en diciembre de 1945 seleccionó grabaciones de sus obras para piano interpretadas por Kathleen Long, que incluía el Nocturno n.º 6, Barcarola n.º 2, el Thème et Variations, Op. 73 y la Balada Op. 19 en su versión orquestal. La música de Fauré comenzó a aparecer con mayor frecuencia en los lanzamientos de las compañías discográficas a partir de la década de 1950.
En la época del LP y especialmente la del CD, las casas discográficas poco a poco fueron generando un extenso catálogo de la música para piano, interpretado tanto por pianistas franceses como de otras nacionalidades. Las obras para piano fueron grabadas casi por completo a mediados de 1950 por Germaine Thyssens-Valentin, seguidos posteriormente por los lanzamientos de Grant Johannesen (1961), Jean Doyen (1966–1969), Jean-Philippe Collard (1974), Paul Crossley (1984–85), Jean Hubeau (1988–89), y Kathryn Stott (1995). Numerosos pianistas han grabado selecciones de sus piezas más importantes, como Pascal Rogé (1990), y Kun-Woo Paik (2002).